# Wheatland (condado de Kenosha, Wisconsin)
Wheatland es un pueblo (subdivisión administrativa similar a un municipio) ubicado en el condado de Kenosha, Wisconsin, Estados Unidos. Según el censo de 2020, tiene una población de 3391 habitantes.
En Wisconsin, los towns (en español, literalmente, pueblos) son subdivisiones administrativas de los condados. Por lo tanto, son similares a los municipios civiles (townships) de la mayoría de los estados. Todos los residentes de Wisconsin que no viven en una ciudad o en una villa viven en un pueblo.
La sede del municipio está en la localidad de New Munster.

## Geografía
Está ubicado en las coordenadas 42°35′0″N 88°14′51″O / 42.58333, -88.24750. Según la Oficina del Censo de los Estados Unidos, tiene una superficie total de 62.3 km², de la cual 61.3 km² corresponden a tierra firme y 1.0 km² es agua.

## Demografía
Según el censo de 2020, hay 3391 personas residiendo en la región. La densidad de población es de 55.3 hab./km². El 93.01% son blancos, el 0.38% son afroamericanos, el 0.24% son amerindios, el 0.59% son asiáticos, el 0.03% es isleño del Pacífico, el 0.35% son de otras razas y el 5.40% son de una mezcla de razas. Del total de la población, el 3.60% son hispanos o latinos de cualquier raza.